# ヨルニトケル
ヨルニトケル（melt down last night)は、日本のロックバンド。青森県にて結成。

## 概要
青森県立三本木高等学校の同級生からなる4人で結成。前身バンドから、メンバーの大学進学を機に一度活動休止状態になるも、2011年に東京都に活動拠点を置き、本格的な活動を再開。東京を中心に全国で活動中。
楽曲の主な作詞作曲は、ボーカルの布施が担当。ギター、野月が作詞作曲の楽曲も数曲ある。

## メンバー
布施 達暁 ボーカル、ギター担当
1988年9月12日生まれ。青森県十和田市出身。
2010年～2016年12月7日までSuck a Stew Dryのギターとして活動していた。
野月 悠平 ギター担当
1988年11月3日生まれ。青森県十和田市出身。
木野 浩之 ベース担当
　  1988年11月1日生まれ。青森県十和田市出身。

## サポートメンバー
HAPPY(湯原 裕人) ドラム担当
5月18日生まれ。 チーナのメンバー。2019年より参加。
サポートメンバーとして参加する前から、ヨルニトケルのいくつかのMV制作にも関わっている。

## 旧メンバー
根岸 倫樹  ドラム担当
2012年9月17日脱退。
高橋 洋祐（たかはし ようすけ） ドラム担当
1988年7月10日生まれ。青森県六戸町出身。
2012年末から2018年末までの6年間、固定のサポートメンバーとして所属。

## 来歴
2004年～2005年
- 当時高校生だった布施、野月、木野、根岸により結成。

2008年
- 9月28日、前身となるバンド"Umbrella"として、音源「In her Melancholy.」(完売)を発表。

2011年
- 8月、ヨルニトケルとして初の音源となる1st demo「地下室の夏」を発売。本格的なライブ活動を再開。

2012年
- 5月、2nd demo「新宿に散る」を発売。

- 8月29日～9月17日、東名阪ツアー「東名阪に散る」開催。

8月29日 @名古屋 新栄club ROCK'N'ROLL
8月30日 @大阪 心斎橋FANJ
9月17日 @東京 渋谷Club乙
→この日をもって、ドラム、根岸は脱退。
- 12月、サポートドラムとして高橋を迎えての初ライブ。

2013年
- 7月27日、100枚限定の音源「制裁は7月に」発売。
初の3マンライブ「AM4:00の呼び声」を渋谷Club乙にて開催。

- 10月24日、1stミニアルバム「美しい生活の為に」発売。
- 同日より「ヨルニトケル 1st mini album「美しい生活の為に」release Tour 2013」スタート

10月24日 @福岡 public space四次元
10月25日 @大阪 心斎橋FANJ
10月31日 @仙台 PARK SQUARE
11月3日　@青森 BLACK BOX
11月18日 @名古屋 新栄club ROCK'N'ROLL
11月22日 @東京 下北沢ERA-自主企画-
- 11月22日、初の自主企画「夜更かし-第一夜-」を下北沢ERAにて開催。

2014年
- 1月、東京を中心に活動中の劇団マクガフィンズの5月公演の楽曲提供をすることを発表。

- 2月10日、東京・下北沢GARDEN企画「Ray Of February」に参加。

- 4月27日、1st EP「さようなら、真冬の死神」を発売。
2回目となる自主企画「夜更かし-第二夜-」を渋谷Club乙にて開催。ソールドアウトとなる。

- 5月20日、劇団マクガフィンズ5月公演「お願いだから殴らないで」の劇中音楽をまとめたサウンドトラックアルバム「PLEASE DON'T KNOCK ME,PLEASE」を会場限定で販売。その後、公式サイトにて通信販売も開始。

- 8月、diskunion店舗・オンラインショップにて、1st mini album「美しい生活の為に」と1st EP「さようなら、真冬の死神」の取り扱いが開始される。

- 10月8日、劇団マクガフィンズの10月公演で楽曲提供。同日より、Limited single「鏡に映った私を笑え/Pictured」を、会場と通販限定で販売開始。

- 10月29日、この日の下北沢ERAでのライブを以って「凍結」状態に入る。

2015年
- 2月、「解凍実験」と称し、大阪一か所、東京二か所でライブを行う。

2月1日@大阪 心斎橋FANJ
この日、2015年夏の完全解凍（完全復帰）が発表される。
2月14日@東京 渋谷Club乙
2月17日@東京新宿motion
- 6月25日、現メンバーで再録した初期の楽曲5曲と2nd EP収録の「dilemma(only mine)」のバージョン違いを収録した、フリーダウンロードミニアルバム「replay/dilemma」の配信を開始。
- 7月26日、2nd EP「pictured black heaven」を発売。
シキサイパズルとの共同企画「Asymmetrical gravity」を渋谷Club乙にて開催。
「解凍」し完全復帰を果たす。また、この日から「drag on black tour」をスタート。
- 12月、 ロッキング・オンが主催するアマチュア・アーティスト・コンテスト「RO69JACK 2015 for COUNTDOWN JAPAN」入賞。

2016年
- 1月10日、自主企画「夜更かし -第三夜- [dresscode:BLACK]」を新代田FEVERにて開催。
- 3月12日、渋谷club乙で初ワンマンライブ「pictured black heaven -drag on black tour final ONEMAN -」を開催。ソールドアウトを記録する。
Limited single「tokyonize」発売。

2017年
- 4月30日、2nd mini album「perfect white fictions」を発売。
自主企画「夜更かし -第四夜- ["perfect white fictions" release party]」を渋谷Club乙にて開催。
- 5月19日～ 全国ツアー「white sacrifice」を敢行。
- 6月16日、自主企画「夜更かし -第五夜- ～Tour 2017 "white sacrifice" FINAL～」を高田馬場CLUB PHASEにて開催。9月に入場無料ワンマンライブを開催すること、6月19日からクラウドファンディングを開始することを発表。
- 6月19日～7月19日、9月に行う入場無料のワンマンライブ決行キャンペーンとして、クラウドファンディングプロジェクト[3]を実施。105%で目標達成。
- 9月13日、入場無料のワンマンライブ「夜更かし -第六夜- “ultimate sacriffice”」を下北沢ERAで開催。

## ミュージックビデオ
| 監督                  | 曲名                        |
| --------------------- | --------------------------- |
| ENPA (Liquid Trigger) | 「Suspended Animation」     |
| 佐野 和樹             | 「dilemma(only mine)」      |
| HAPPY(チーナ)         | 「地下室の夏」「9月の重力」 |
| ハヤシサトル          | 「halation」「diva」        |